# Зететика
Зететика (од старогчког: ζητητικός, zētētikós, "онај који трага", "трагати", "проницљив") је назив за примену научних метода које за циљ имају разоткривање наводно паранормалних догађаја и развиће критичког духа. Наставу зететике започео је Анри Брок у Француској. Зететика се често доводи у везу са скептицизмом, али се више сматра као алат, него као филозофска оријентација.

## Етимологија
Корен речи зететика је грчког порекла и значи "трагати", што се често интерпретира као трагање за објашњењима.
У речнику Littré из 1872. године, реч зететика реферише на "методу којом се служимо да бисмо проникли у природу стварности". Речник Larousse објашњава зететику као научни метод који се састоји од тражења решења датог проблема уз верификацију сваког корака.
Анри Брок, оснивач наставе зететике, дефинисао је зететику као "вештину сумње".

## Историјат модерне зететике

### Анри Брок и модерна зететика
Анри Брок је 1986. на мрежи која је претходила Интернету, мрежи под именом Минител, направио телекомуникациони сервис у којем се налазило неколико хиљада Минител страница које су садржале информације о зететици. Са појавом Интернета, сви ресурси које је нудио Минител сервис је пребачен на веб-страницу Лабораторије зететике. Захваљујући свом раду на "паранормалним појавама", Броку је додељена награда за "истакнутог скептика" (енг. Distinguished Skeptic Award), која је додељена и другим "скептичарима" (Мартин Гарднер, Ричард Докинс, Карл Саган, итд.). Он је основао прву наставу зететике 1993. године на Универзитету у Ници.

### Мотивација за настанак модерне зететике
У свом тексту, који је објављен крајем 20. века, Анри Брок је навео неколико истраживања која су показала да је заступљеност веровања у паранормалне феномене у порасту. У експерименту, који је Брок спровео на Универзитету у Ници у школској 1982/83. години, се од студената тражило мишљење о научној заснованости тврђења да се метални објекат може савити снагом ума наспрам релативистичке дилатације времена. Показало се да приближно 70% студената верује да је прво тврђење научна чињеница, док за друго тврђење преко 50% студената верује да је "пуко теоретско нагађање".
Брок наводи и истраживање Боја и Мишелата (Boy & Michelat), који су 1986. године обавили испитивање у Француској на тему веровања у астрологију и паранормално, узевши као претпоставку да су та два појма међусобно независна. Испоставља се да постоји негативна корелација између узраста и веровања, као и да постоји дистинктна разлика између мушкараца и жена када се узме у обзир веровање у астрологију. Оно што је такође уочено је да је степен образовања пропорционалан нивоу веровања у паранормално.
Брок илуструје овај проблем у свом раду као „замену разума емоцијом”.

### Модерна зететика данас
Настава зететике се данас држи у десетинама институција, већим делом у Француској, али и у иностранству, и тај број и даље расте.

## Принципи зететике
Зететика се фокусира на подизању критичке свести и заштите од псеудонаука користећи научни метод као средство.
С друге стране, циљ наставе зететике је да уз помоћ псеудонаука и паранормалних догађаја уведе у то шта је научна методологија (путем аспеката и утицаја), уједно објашњавајући шта је потребно да би једна хипотеза или резултат заслужила "научни" атрибут.

### Аспекти и утицаји зететике
Сликовити облик представљања научне методологије огледа се у аспектима и утицајима зететике, са сврхом лакшег памћења.

#### Аспекти зететике
- Природа је поуздана;
- Контекст је важан;
- Алтернатива је корисна;
- Квантитет није квалитет;
- Надметање није нужно супротстављање;
- Закључивање је неопходно;
- Терет доказа је на ономе ко тврди;
- Грешити је људски, стално грешити није;
- За необичне тврдње нису довољни обични докази;
- Извор информација је суштински;
- Научна теорија се може испитивати;
- Историја наука и техника је корисна, итд.[5]

#### Утицаји зететике
- Ефекат роде — мешање корелације и узрочности између варијабли, тиме доносећи погрешан закључак;
- Ефекат отирача — употреба једне речи за описивање друге ствари коју та реч не означава;
- Ефекат шока — употреба конотације речи ("тежине" речи) да се наведе на замисао која је другачија од основног значења речи;
- Ефекат шупљине — коришћење неодређених реченица, како би је било која особа прихватила као истиниту "дописујући" јој значење које није нужно наведено, итд.[5]

### Још нека средства зететике
У корист остварења циља који пропагира зететика, истиче се познавање статистике и реторике, као и реторичких трикова.

#### Статистика
Како би се уочиле манипулације статистичким подацима, важно је познавати статистичке методе које могу помоћи у уочавању тих манипулација. Вероватноћа, статистички параметри, расподеле, корелација, регресија итд. су саставни део статистике, а њихово коришћење и умеће доношења закључака из датих података је користан алат у зететици.

#### Реторички трикови
Упућеност у реторичке трикове пружа могућност препознавања ситуација у којима људи, свесно или подсвесно, користе такве форме уместо аргумената поткрепњених чињеницама. Артур Шопенхауер је у књизи под називом "Еристичка дијалектика" навео 38 таквих трикова као што су: хомоними, аргумент ad hominem, стереотипи, итд.

## Повезаност са скептичарима
Разни скептичари се доводе у везу са зететиком. Између осталог су то:
- Карл Саган — амерички научник и популаризатор науке. Његов скептични поглед на свет је описан у књизи "Свет прогоњен демонима";
- Џејмс Ренди — канадско-амерички мађионичар у пензији. Познат по раскринкавању мађионичара Урија Гелера;
- Мартин Гарднер — амерички "поп-математичар" који је дао свој допринос скептицизму кроз књигу "Fads and fallacies in the name of science".

## Књиге на тему зететике
Независно од било којих институција, 2002. године настала је издавачка кућа Book-e-book, која има за циљ да популаризује зететику како би била доступна свима. Као омаж зететичарима, та издавачка кућа је 2008. године објавила колекцију књига "Свећа у мраку". Између осталог, у тој колекцији се налазе књиге Анрија Брока, као што су: "Како превазићи замке зететике илити златна правила зететике" ("Comment déjouer les pièges de l’information ou Les règles d'or de la zététique"), "Уметност сумње или како се заштити од сервираног мишљења" ("L'Art du Doute ou comment s'affranchir du prêt-à-penser"), итд.

## Институције у вези са зететиком
- Универзитет у Ници-Софија Антиполис — први универзитет који је увео наставу зететике, коју је основао Анри Брок;
- Лабораторија зететике на Унивезитету у Ници-Софија Антиполис — Анри Брок основао 1998. године. Она је усмерена на распрострањивање научних метода, зететике и научне културе;
- Observatoire zététique — асоцијација настала 2003. године која тежи да промовише и рашири методе и технике зететике;
- Универзитет у Београду, Математички факултет, Србија;
- CIES Grenoble;
- IUFM, Academies of Grenoble, Montpellier and Marseille;
- EPF of Sceaux;
- INSA, Lyon;
- Joseph Fourier University, Grenoble;
- Paris-Est University, Marne-la-Vallée;
- University of Provence, Marseille;
- Claude Bernard University Lyon 1;
- Ecole Polytechnique Supérieure of Dakar, Senegal.